# Meana Sardo
Meana Sardo (sardinsky: Meàna) je italská obec (comune) v provincii Nuoro v regionu Sardinie. Nachází se ve výšce 588 metrů nad mořem a má přibližně 1 600 obyvatel. Rozloha obce je 73,8 km².